# Реки Кубы
Реки на Кубе коротки и немноговодны. Из всех 600 рек и ручьёв 2/5 текут на север, а остальные 3/5 — на юг, в Карибское море. 
Крупнейшая река — Кауто (река) расположена в восточной части острова Куба, и имеет длину 370 км. В западной части протекает река Альмендарес. Питание рек преимущественно дождевое, 80 % стока приходится на дождливый осенний сезон. В карстовых областях встречаются исчезающие и подземные реки.
Список рек, протекающих по территории Кубы.

## Северное побережье
- Альмендарес (река)
- Куибо
- Юмури
- Канимар
- Рио-де-ла-Пальма
- Сагуа-ла-Гранде
- Сагуа-ла-Чика
- Рио-Джатибонико-дел-Норте
- Каонао
- Максимо
- Сарамагуасан
- Тоа

## Южное побережье
- Куягуатедже
- Гуама (река)
- Сан-Диего (река)
- Маябекуи
- Нанабана
- Дамуджи
- Агабама
- Рио-Джатибонико-дел-Сур
- Джикуи
- Сан-Педро
- Наджаса
- Тана
- Джобабо
- Кауто (река)
  - Саладо (приток Кауто)
  - Баямо (река)
  - Контрамаэстре
- Буэй
- Гуантанамо (река)
- Джаибо
- Гуасо